# Timilia (grano)
(Johann Wolfgang Goethe, Viaggio in Sicilia, 1787)

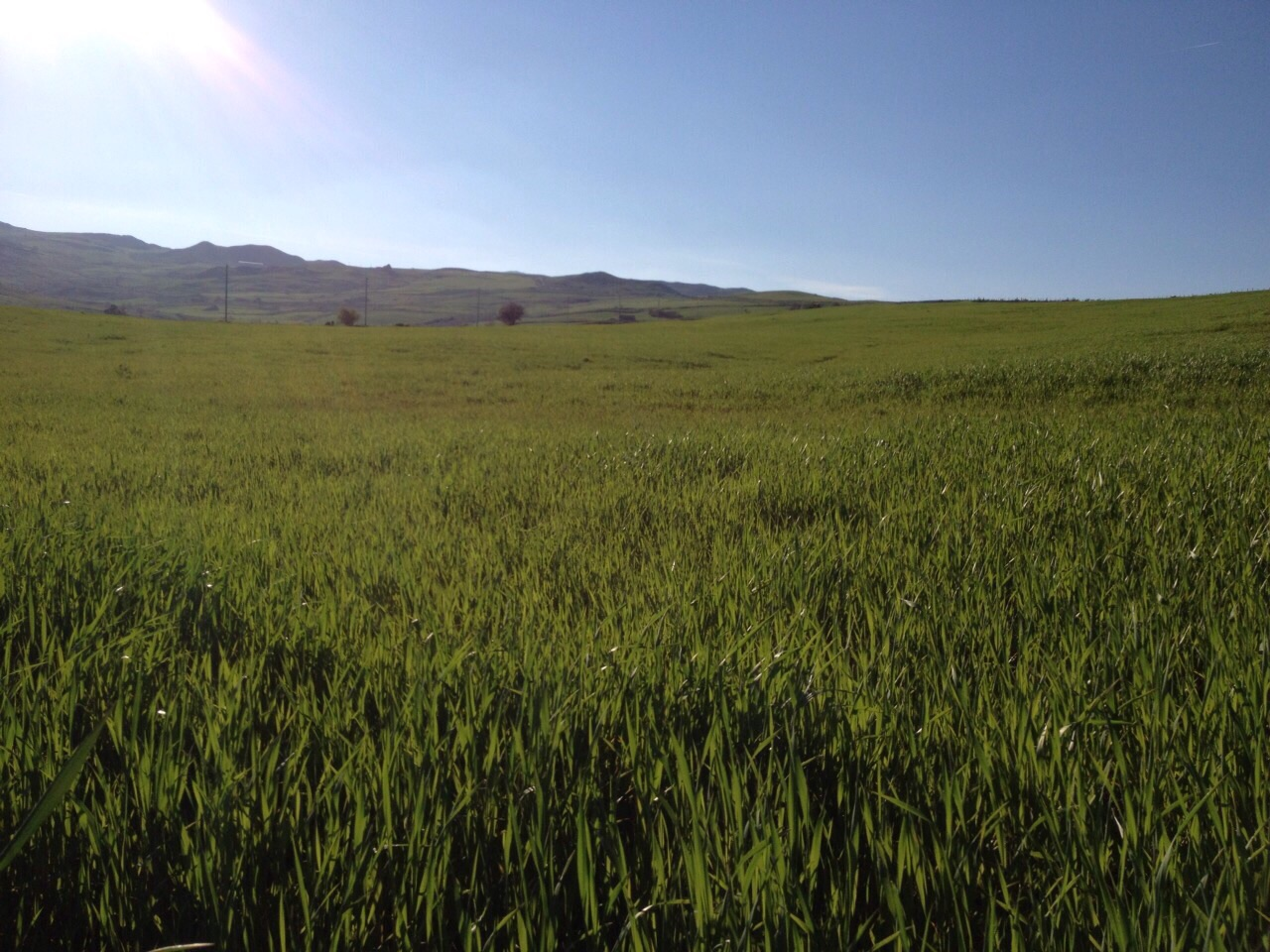
Campi di grano timilia

Il timilia o grano marzuolo, anticamente Tûmìnia Nigra (altre denominazioni sono tremelia, tumminia, trimminia, tummulia, diminia, diminè, riminia, grano mazzuolo, marzuddu) è una delle 32 cultivar di grano duro (Triticum durum Desf. var. affine Koern) fa parte del gruppo dei tetraploidi in quanto possiede 28 cromosomi.), coltivato nelle province di Agrigento, Caltanissetta, Enna, Messina, Palermo, Ragusa, Trapani.
Il timilia è oggi ancora coltivato nell'entroterra siciliano, in particolare nelle vallate del fiume Salso Imera meridionale. Con questo grano si prepara il pane nero di Castelvetrano.
Ha un ciclo breve con semina a marzo in collina, e anche prima nelle zone marittime; il grano era molto diffuso in Sicilia prima della seconda guerra mondiale.
Veniva seminato dopo autunni piovosi, quando altri grani non potevano essere seminati; è diffuso nel bacino mediterraneo ed è molto resistente alla siccità.
Le sue farine, con poca acqua, permettono la produzione di pani a pasta dura di colore scuro dotati di grande digeribilità, capaci di durare molti giorni. Dal 2010 viene usata in Sicilia, e non solo, anche per la produzione di birra artigianale.

## Storia
Questo grano era noto già in epoca greca con il nome trimeniaios (τρεσ μηναιός).
Già a Lentini durante la guerra dei 90 anni dal 1282 al 1372 questo grano era usato ampiamente per la sua tardività nella semina, come si legge nelle cronache dell'epoca, specie durante l'assedio del 1359.
(Niccolò Palmeri, Carlo Somma;  Palermo, 1883 - Opere edite et inedite - Pagina 802, Stabilimento Tipografico P. Pensante)
Già Francesco Cupani, monaco francescano (1657-1710) parla della timilia nel suo Panphyton Siculum:
(Francesco Cupani)
La cultivar, insieme al russello, è presente da tempi immemorabili in Sicilia insieme ad altre 51 varietà di grano siciliano, esso ha permesso la sopravvivenza di intere popolazioni che potevano recuperare gli esiti di un autunno e di un inverno molto piovoso, o anche per la mancata semina dovuta alle invasioni dei saraceni.
Questo grano era anche diffuso in Portogallo, Nord Africa, Francia, ed in particolare a Siviglia, in Spagna. Hugo Werner, nel 1885, riporta le varie denominazioni del Triticum tumonia o Timilia con cui veniva indicata: Tremesino in Spagna, Blé Trimenia, Trèmois, o Trimenia de Sicile in Francia, Dreimonatweizen (grano dei tre mesi) in Germania. La Trimenia barbu de Sicile è conosciuto come uno dei grani più adatti a climi caldi e secchi.
Molto nota e usata durante il Seicento, la varietà, insieme ad altre tipiche della Sicilia, fu intensamente studiata durante il periodo fascista dalla Stazione sperimentale di granicoltura "Benito Mussolini" per la Sicilia.
Paradossalmente, la coltivazione di questa varietà tipica siciliana non è annoverata tra quelle che danno accesso ai contributi della comunità europea.

### Ricerche
Ricercatori dell'Università degli Studi di Catania nel 2011 hanno studiato le sub-unità di gluteina di 5 grani coltivati nel sud-Italia, confrontandole con alcuni ecotipi di grano Timilia, trovando 10 sostituzioni aminoacidiche nella gluteina dei grani moderni studiati.
È stata condotta una sperimentazione pilota sulla possibilità di prevenire la sindrome dell'intestino irritabile (nota come IBS, dall'inglese irritable bowel syndrome) attraverso il consumo di prodotti a base di farine timilia; si tratta di una patologia la cui incidenza epidemiologica è in un grande aumento nella popolazione italiana. 
Lo studio, seppur preliminare, sembra indicare vantaggi correlati a questa dieta, pur lasciando aperta la necessità di verificare meglio l'ipotesi scientifica con una ricerca di più ampie proporzioni statistiche.

## Caratteristiche

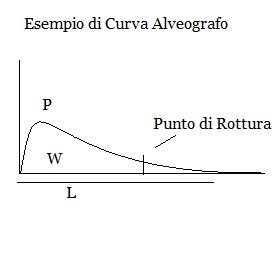
Curva alveografica tipo

La spiga del Triticum durum var. affine è aristata, fusiforme sulla faccia e sul profilo. Presenta reste di media lunghezza, gialle chiare. Glume glabre, gialle chiare, di media lunghezza e strette. La sua cariosside è di media lunghezza e bruna.
Il Triticum durum var. affine è molto resistente all'allettamento e ha una maturazione tardiva. È resistente al carbone e al mal del piede.
La Stazione di Granicoltura per la Sicilia nel 1930 ha selezionato due varietà di Timilia, denominate:
- Timilia S.G.1 (a reste nere) Triticum durum Desf. var. reichenbachii Koern
- Timilia S.G.2 (a reste bianche) Triticum durum Desf. var. affine Koern

### Farine
La farina integrale è poco burattata e contiene molti oligo-elementi del germe di grano e della crusca; presenta un alto valore proteico e un basso indice di glutine. 
La farina, dal particolare e unico colore grigiastro, è molto indicata per la panificazione in aggiunta con altre semole siciliane. Per non perdere le sue qualità organolettiche va utilizzata in tempi relativamente brevi (circa 4 mesi). 
Con questa farina viene prodotto il pane nero di Castelvetrano, in cui il colore scuro della farina è responsabile della colorazione scura; unico e caratteristico è il profumo di tostato con note di mandorla e malto.
La farina possiede un indice di forza (o indice W alveografico) intorno ai 180 J x 10−4, umidità intorno al 15,50 %, 10,5 % di glutine, e un valore proteico del 14,00 %; inoltre, ha una bassa igroscopicità, con valori compresi intorno al 58,5 %.